# Kawasaki C-1
Kawasaki C-1 (яп. 川崎 C-1) — двухмоторный военно-транспортный самолет ближнего радиуса действия, разработанный и выпускавшийся японским конгломератом Kawasaki Heavy Industries. Он используется исключительно Воздушными силами самообороны Японии (JASDF).
Разработка C-1 началась в 1966 году в ответ на запрос Воздушных сил, которые искали  замену для своего устаревшего транспортного парка Curtiss C-46 Commando времен Второй мировой войны. Первый полет состоялся 12 ноября 1970 года, а серийное производство этого самолёта началось в следующем году. C-1 составлял основу транспортных возможностей Воздушных сил на протяжении второй половины двадцатого века и в первые годы двадцать первого века. В 2010-х годах компания Kawasaki разработала новый, более крупный транспортный самолет Kawasaki C-2 большего радиуса действия, который в конечном итоге полностью заменит самолеты C-1 в составе ВВС.

## История

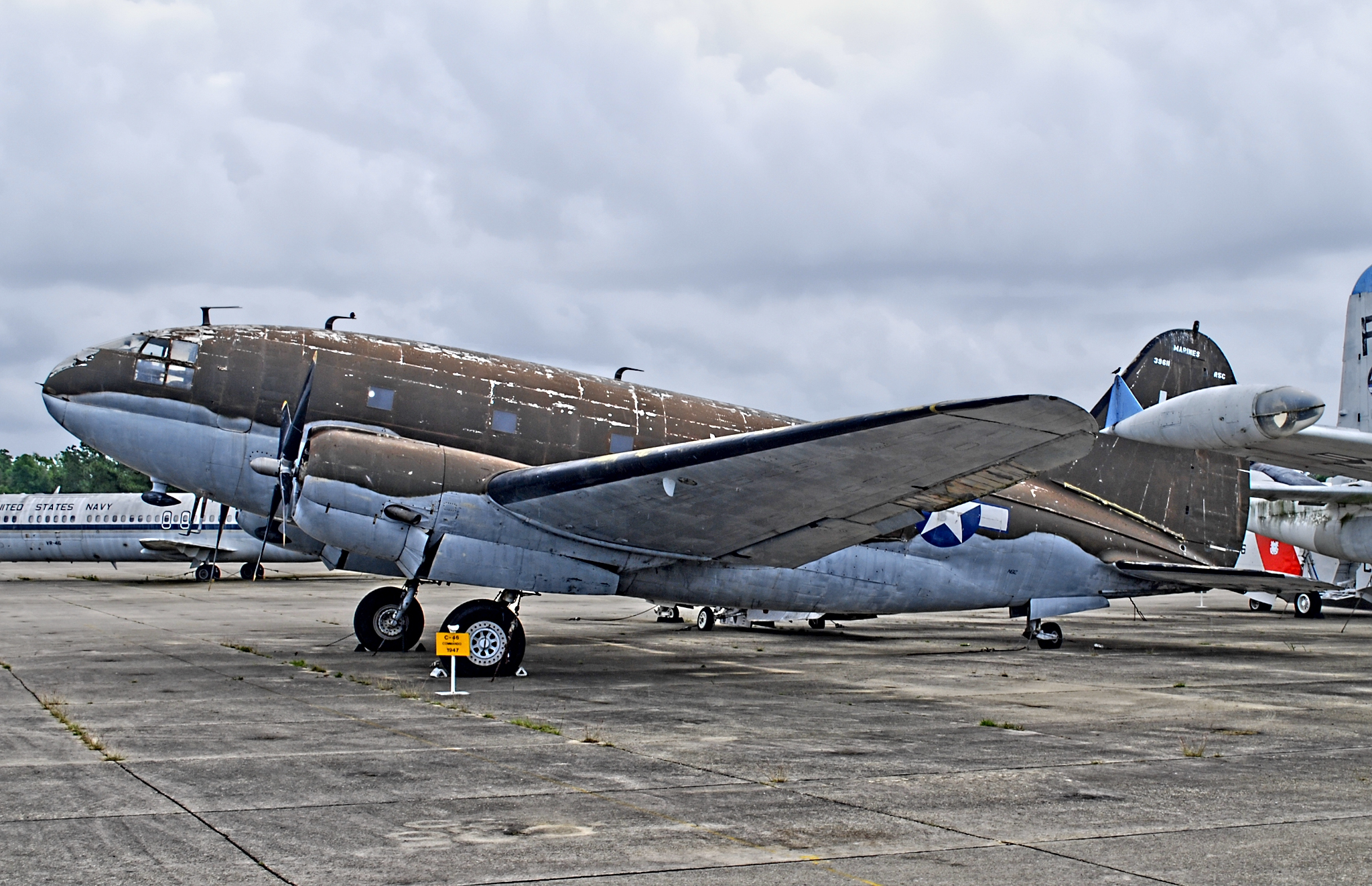
Kawasaki C-1 должен был прийти на замену устаревшему поршневому Curtiss C-46 Commando, служившему в Воздушных силах самообороны Японии до середины 1970-х годов

К 1966 году военно-транспортный флот Воздушных сил самообороны Японии (JASDF) в основном состоял из Curtiss C-46 Commandos, американских транспортных самолеётов, которые производились в основном во время Второй мировой войны и считались вполне боеспособными самолетами для той эпохи. К середине 1960-х годов возможности C-46 померкли по сравнению с многочисленными более новыми самолетами, такими как Lockheed C-130 Hercules, что побудило некоторых должностных лиц в командовании Сил самообороны Японии лоббировать разработку и производство отечественного транспортного самолета для его замены. Эти планы были успешно включены в Третий план наращивания обороны Японии.
С этой целью Командование Воздушных сил обратилось к фирме Nihon Aircraft Manufacturing Corporation (NAMC), консорциум нескольких крупных японских корпораций, который к тому времени занимался производством YS-11 — первого японского авиалайнера послевоенной разработки. В 1966 году NAMC начала проектные работы по созданию самолёта, который впоследствии получил обозначение C-1. После рассмотрения проекта программы NAMC решила, что японский конгломерат Kawasaki Heavy Industries выступит в качестве генерального подрядчика по созданию транспортного самолета, и именно по этой причине самолет носит название Kawasaki.
Помимо значительного вклада Kawasaki в программу, существенное количество частей конструкции самолета были изготовлены другими членами конгломерата NAMC. В частности, хвостовая часть, а также средняя и задняя части фюзеляжа были построены конкурирующим японским концерном Mitsubishi Heavy Industries, большая часть крыльев была произведена Fuji Heavy Industries, руль направления был изготовлен специализирующейся на гидросамолетах компанией ShinMeiwa, в то время как закрылки были изготовлены фирмой NIPPI Corporation. На момент своей разработки C-1 был всего лишь третьей отечественной программой постройки самолётов, которая была реализована в послевоенной Японии, после только промежуточного учебно-тренировочного самолета Fuji T-1 и пассажирского YS-11.

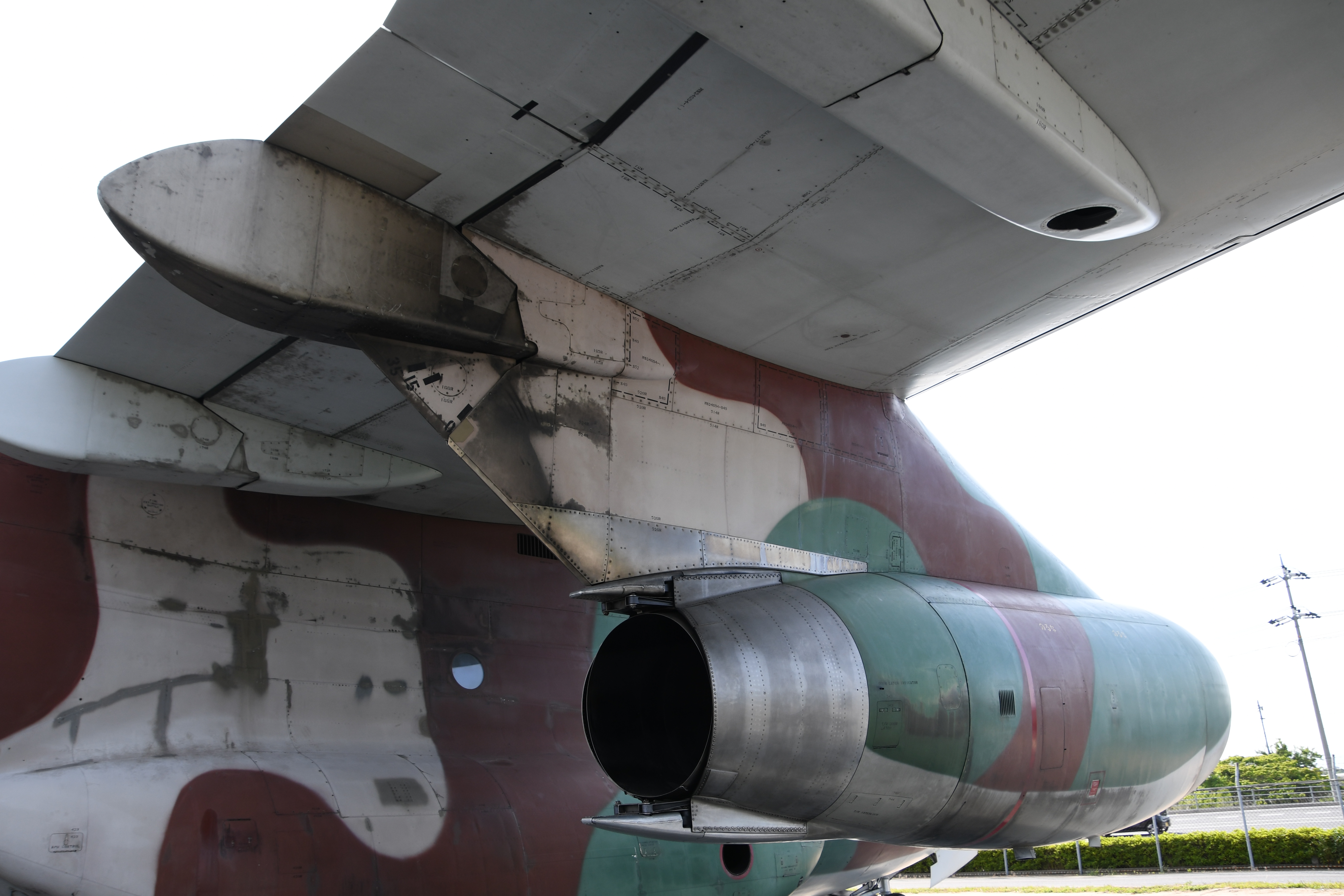
Один из двигателей Pratt & Whitney JT8D-M-9 устанавливавшихся на C-1

Конструкционно C-1 представляет собой двухмоторный среднемагистральный военно-транспортный самолет, несколько напоминающий более крупный Lockheed C-141 Starlifter. Он оснащен парой турбовентиляторных двигателей Pratt & Whitney JT8D-M-9 с низкой степенью двухконтурности, которые были локально произведены по лицензии компанией Mitsubishi. Каждый из двигателей способен генерировать до 64 кН (6577 кг/с) тяги. С точки зрения грузоподъемности, один C-1 мог перевозить до 80 полностью экипированных пехотинцев, 45 десантников или 36 человек на носилках с фельдшерами, в дополнение к крупногабаритному грузу, включая один грузовик или пару военных внедорожников, которые загружались через рампу, расположенную в задней части самолёта. C-1  управлял экипаж из пяти человек, состоящий из двух пилотов, бортинженера, штурмана и оператора погрузочных работ. Самолет C-1 был оснащен инновационными системами механизации крыла, включающие такие механизированные элементы, как предкрылок на передней кромке крыла и четырехступенчатый закрылок Фаулера (разрезной закрылок, который скользит назад, прежде чем опуститься вниз, тем самым увеличивая первую хорду и площадь поверхности крыла, затем изгиб), что обеспечивает высокий уровень характеристик укороченного взлета и посадки, а круглосуточная всепогодная эксплуатация достигается за счет применения многочисленных электронных навигационных систем.
Максимальная дальность полета C-1 вызвала проблему после того, как остров Окинава был возвращен Японии Соединенными Штатами. Самолёт не мог напрямую долететь до Окинавы из большинства аэродромов японских островов. Это могло стать фактором в решении сократить запланированные закупки C-1 в пользу американского военно-транспортного самолета C-130H Hercules, который поступил на вооружение 401-й тактической воздушной эскадрильи Воздушных сил самообороны Японии в 1989 году. Другой причиной снижения закупок этого самолёта стало принятие закона о всеобщих сокращениях различных военных программ в 1970-х годах.
Министерство внешней торговли и промышленности Японии  проявило значительный интерес к программе C-1. Помимо своей основной цели как военно-транспортного воздушного судна, на определенном этапе Министерство решило принять конструкцию C-1 в качестве основы для коммерческого транспортного самолёта следующего поколения. Хотя в рамках этой инициативы была проделана некоторая работа, впоследствии было решено отказаться от этого проекта, чтобы сосредоточиться на усилиях по международному сотрудничеству, например, на кооперации при создании нового авиалайнера Boeing 767 американского производства. Были предприняты усилия по внедрению технологий и знаний, полученных в ходе развития программы C-1, в другие секторы японской промышленности. По словам автора Ричарда Дж. Сэмюэлса, существенные преимущества, такие как более глубокое понимание структурного проектирования и методов профилактики усталостной прочности материалов, были перенесены в производство автомобилей и подвижного состава железных дорог, а также более мелко масштабных изделий, таких как панели управления и системы индикации информации. Однако Сэмюэлс также отмечает, что первоочередная политическая цель программы — превращение японских аэрокосмических компаний в мировых лидеров в этой области — в значительной степени не была достигнута.

## История службы

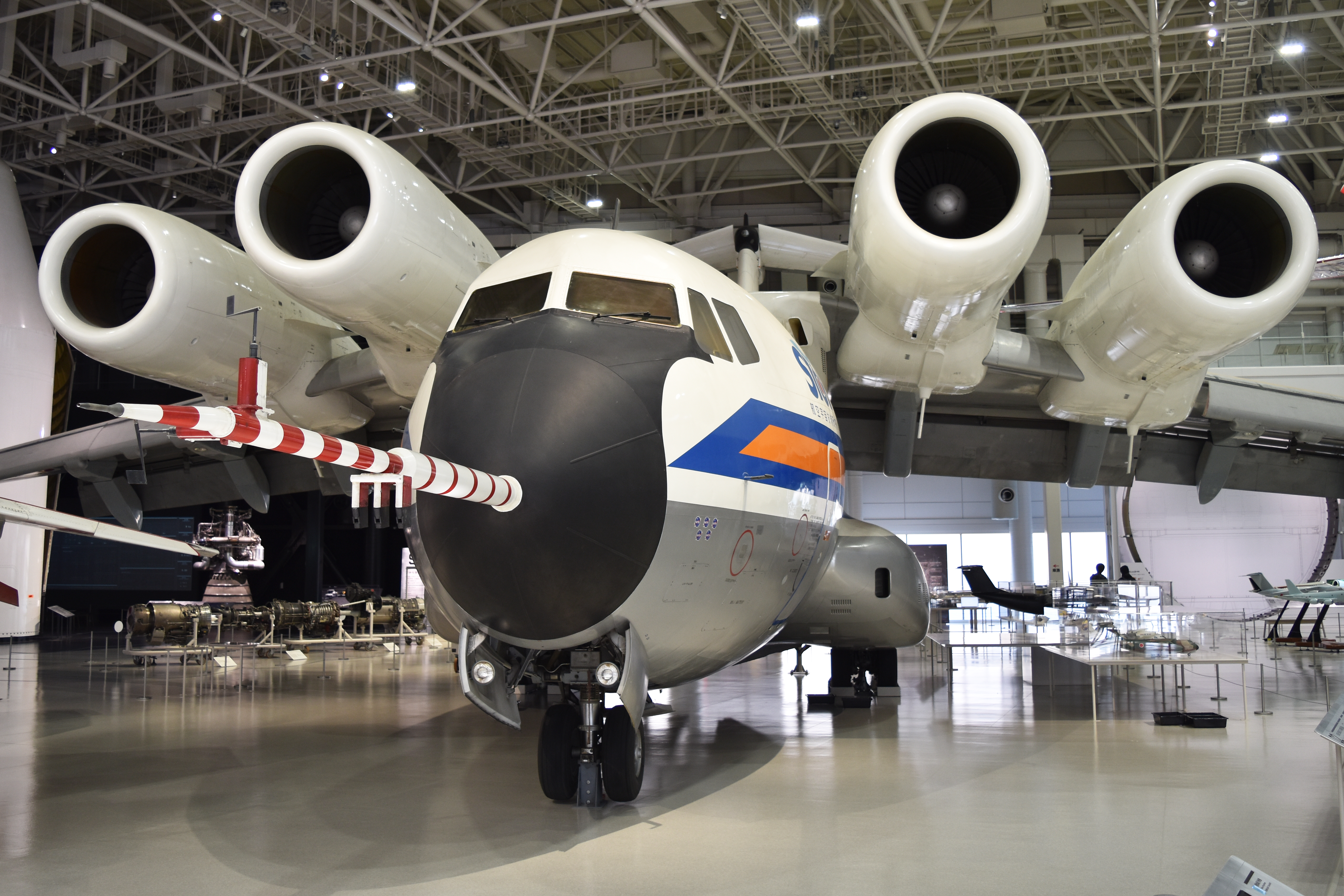
Самолёт летающая лаборатория NAL Asuka созданный на базе C-2 в музее

Первый из прототипов под обозначением XC-1, собранный фирмой Kawasaki, взлетел 12 ноября 1970 года, а летные испытания обеих первых машин завершились в марте 1973 года. После постройки двух предсерийных самолетов последовал заказ на 11 серийных машин, получивших обозначение Kawasaki C-1.  Начиная с 1974 года Kawasaki C-1  использовался в качестве основного военно-транспортного самолёта в Воздушных силах самообороны Японии. Его введение в строй заметно улучшило тактические транспортные возможности этого рода войск.
Один C-1, по настоянию Министерства внешней торговли и промышленности Японии, использовался в качестве летающей лаборатории для отработки турбореактивного двигателя MITI/NAL FJR710 и Ishikawajima-Harima XF3 (последний был предназначен для учебно-тренировочного самолета Kawasaki T-4). Фирма Kawasaki также переделала один C-1 в вариант учебного самолета РЭБ C-1 Kai. Машина получила новые носовой и хвостовой радиопрозрачные обтекатели, а также антенну системы РЭБ ALQ-5 под фюзеляжем. Один самолет использовался в качестве базы для создания самолета укороченного взлёта и посадки NAL Asuka, с двигателями расположенными над крылом и закрылками со сдувом пограничного слоя.
К 2010 году стартовала программа по разработке замены для C-1, известная как Kawasaki C-2. По сравнению со старым C-1, C-2 является значительно более крупным военно-транспортным самолетом, способным поднимать в три раза больше полезной нагрузки по массе, а также обладающим лучшими тактико-техническими характеристиками. 30 июня 2016 года первый серийный образец C-2 с бортовым номером 68-1203 был доставлен в авиационное крыло разработки и испытаний на авиабазе Гифу в Какамигахаре.

## Варианты
- 6 Kawasaki C-1 полётеXC-1 — два предсерийных прототипа.

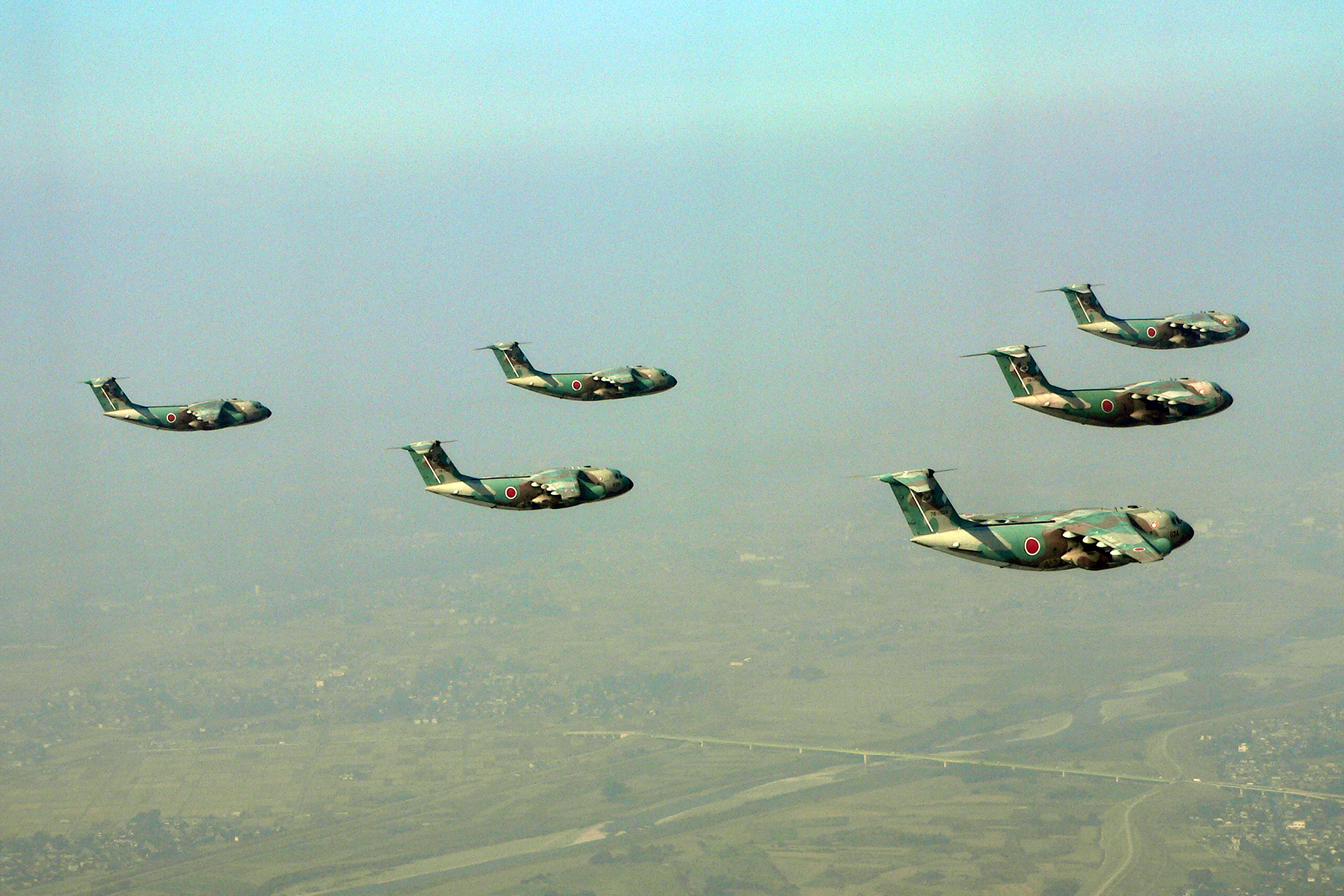
6 Kawasaki C-1 полёте

- C-1/C-1A — серийный средний военно-транспортный самолёт. Последние пять заказанных самолетов C-1 были оснащены дополнительным топливным баком емкостью 4730 литров. Общее количество заказанных Воздушными силами самообороны Японии — 31 единица.
- EC-1 Kai — один самолёт C-1, переделанный в учебный самолёт радиоэлектронной борьбы.
- NAL Asuka — малошумная летающая лаборатория,  самолет укороченного взлёта и посадки, разработанный Национальной аэрокосмической лабораторией Японии. Оснащен четырьмя турбовентиляторными двигателями FRJ710 и использует в полёте эффект Коанда. Он был построен для исследования возможностей короткого взлёта и посадки с использованием закрылок со сдувом пограничного слоя, снижения шума и вибрации самолета, применения электронных систем управления двигателем и различных агрегатов и возможности использования композитных материалов при постройке будущих самолётов. Единственный построенный экземпляр в настоящее время экспонируется в Музее авиации и космонавтики Гифу-Какамигахара в Какамигахаре в префектуре Гифу[9].

Три C-1 были выделены Морским силам самообороны Японии в качестве воздушных минных заградителей в рамках Четвертого плана наращивания обороны (1972–76). Неизвестно, какое обозначение им было дано, и были ли они вообще когда-либо использованы по этой программе.

## Операторы
Япония — 23 единицы С-1 и 1 EC-1 на 2016 год.
- Воздушные силы самообороны Японии
  - 402-я тактическая военно-транспортная эскадрилья (402nd Tactical Airlift Squadron (JASDF)[англ.]) (1973 — настоящее время)

## Аварии и инциденты
- 19 апреля 1983 года пять военно-транспортных самолетов Kawasaki C-1 Воздушных сил самообороны Японии (JASDF) летели строем с авиабазы Нагоя-Комаки на аэродром в Ируме. Командир строя планировал повернуть налево над заливом Исе в направлении Ирумы, но по неизвестным причинам допустил разворот строя вправо на 13 километров. Пролетая на высоте порядка 183 метров, следуя правилам визуальных полётов, самолет с бортовым номером 58-1009 врезался в холм высотой 1019 метров на небольшом прибрежном острове, в результате чего погибли все восемь человек на борту. Второй самолет с бортовым номером 68-1015 также врезался в этот холм, в результате чего погибли все шесть человек находящихся на борту. Третий самолет в строю предпринял маневр уклонения, но задел деревья, серьезно повредив законцовку крыла и нижнюю часть фюзеляжа. Пилоты предупредили экипажи четвертого и пятого самолетов, которые благополучно успели набрать высоту. Тем временем третий самолет направился обратно в Комаки и благополучно приземлился, несмотря на столкновение с птицей по пути. Погода во время аварии была дождливой и туманной, видимость составляла менее 1000 м[11].
- 18 февраля 1986 года транспортный самолет Kawasaki C-1 выкатился за пределы взлетно-посадочной полосы при попытке взлета с авиабазы Ирума в сильный снегопад. У самолёта сложились шасси в крылья после скольжения на протяжении 500 м. Двое из семи членов экипажа получили ранения[12].
- 28 июня 2000 года транспортный самолет Kawasaki C-1 разбился в море примерно через 30 минут после вылета с авиабазы Михо в 580 километрах к северо-западу от Токио во время испытательного полета после прохождения планового технического обслуживания. Погибли все 5 человек находившихся на борту[13].

## Тактико-технические характеристики

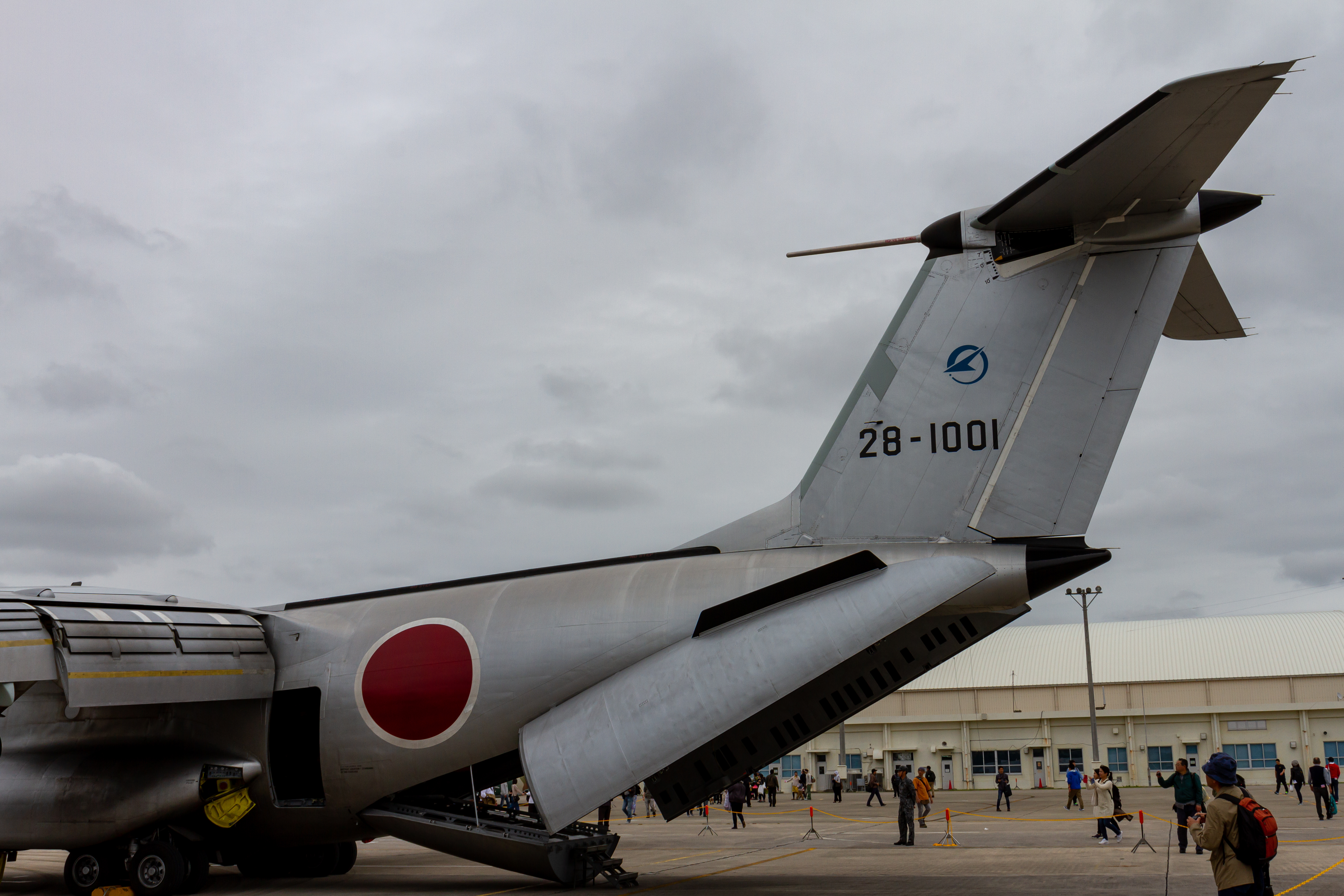
Открытая грузовая рампа самолёта Kawasaki C-1

Приведенные характеристики соответствуют модификации C-1. Источник данных: Taylor, John W. R., 1975.
Технические характеристики
- Экипаж: 5 человек (командир, второй пилот, штурман, бортинженер и специалист по погрузке)
- Пассажировместимость: 60 солдат или 45 десантников-парашютистов или 36 лежачих раненых с сопровождающим медперсоналом
- Грузоподъёмность: 8000 кг
- Длина: 29,0 м
- Размах крыла: 30,6 м
- Высота: 9,99 м
- Площадь крыла: 120,5 м²
- Коэффициент удлинения крыла: 7,8
- База шасси: 9,33 м
- Колея шасси: 4,4 м
- Масса пустого: 23 220 кг
- Масса снаряжённого: 24 200 кг
- Максимальная взлётная масса: 38 700 кг
- Объём топливных баков: 15 200 л
- Силовая установка: 2 × ТРДД Mitsubishi JT8D-M-9
- Тяга: 2 × 64,5 кН (6575 кгс) Габариты грузовой кабины
- Длина: 10,8 м
- Ширина: 3,6 м
- Высота: 2,55 м
- Площадь: 28,6 м²
- Объем: 73,8 м³

Лётные характеристики
- Kawasaki C-1 на авиабазе Ирума в 2015 годуМаксимальная скорость: 806 км/ч
- Крейсерская скорость: 657 км/ч

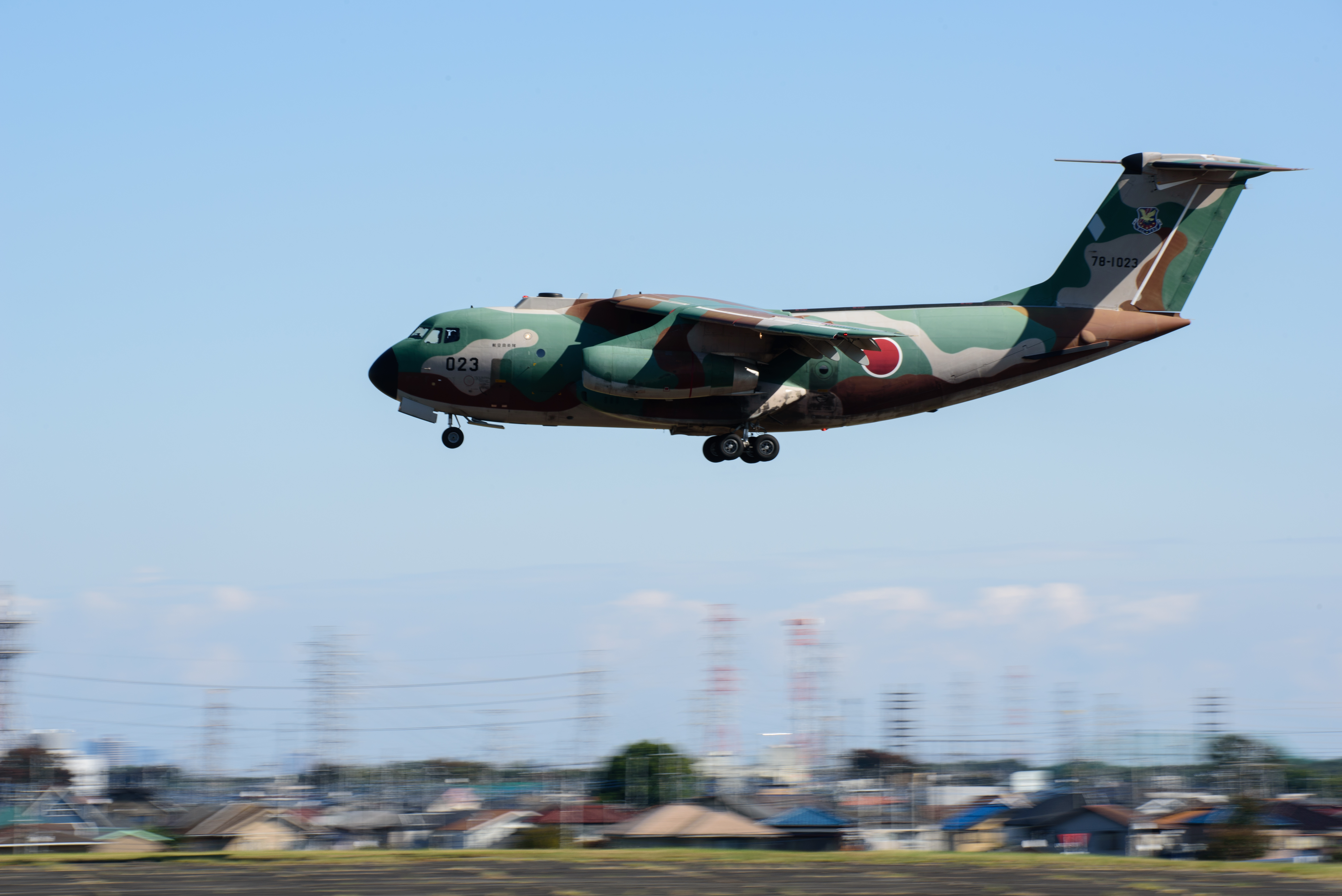
Kawasaki C-1 на авиабазе Ирума в 2015 году

- Практическая дальность: 1300 км (с максимальной загрузкой)
- Перегоночная дальность: 3353 км(с 2300 кг груза и полным запасом топлива)
- Практический потолок: 11 600 м
- Скороподъёмность: 17,8 м/с
- Нагрузка на крыло: 321,2 кг/м²
- Тяговооружённость: 2,94
- Длина разбега: 910 м
- Длина пробега: 823 м